# Departamento Mártires
Mártires es uno de los 16 departamentos en los que se divide la provincia del Chubut, Argentina.

## Superficie y límites
El departamento posee una extensión de 15.445 km² y limita al norte con el departamento Telsen, al este con los departamentos de Gaiman y Florentino Ameghino, al sur con el departamento Escalante y al oeste con los departamentos de Gastre y Paso de Indios.

## Población

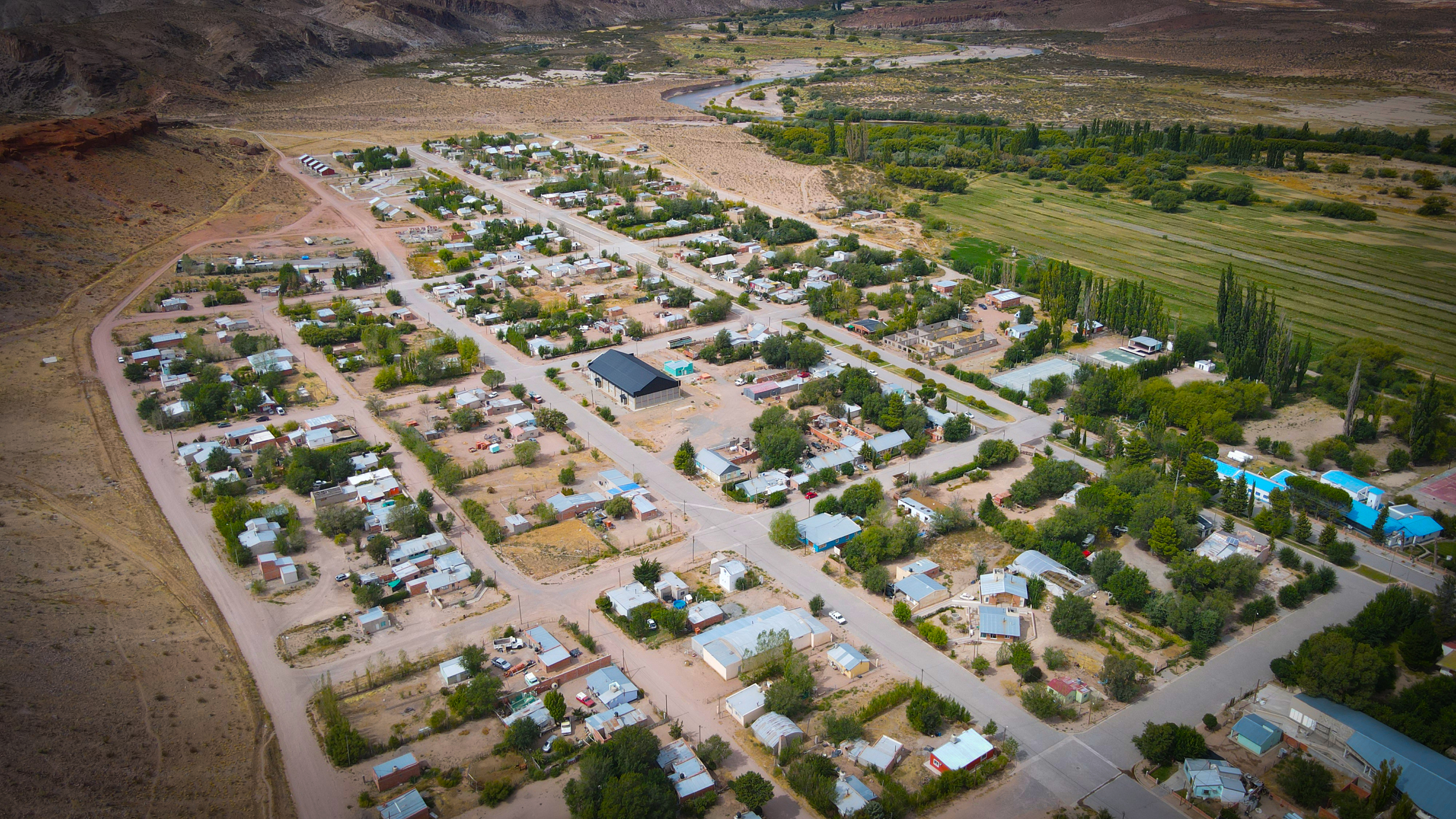
Vista aérea de Las Plumas.

Según en censo 2001 la población total del departamento era 977 habitantes.
Según el Censo 2010, vivían en el departamento 778 personas , lo que representa una reducción del 20,4% Esta cifra lo convierte en el menos poblado de los departamentos chubutenses y en el tercero menos poblado de toda la Argentina continental, tras los departamentos pampeanos de Limay Mahuida y Lihuel Calel.
El censo de 2022 reveló que el departamento mostró continuidad del proceso de despoblamiento al arrojar 754 habitantes con un decrecimiento del -3.1% .
| Población | 977 | 778 | 754  |
| Variación | ?   | ?   | -3.1 |

Fuente: Instituto Nacional de Estadísticas y Censos, INDEC

## Localidades
- Las Plumas
- El Mirasol

## Parajes
- Mina Chubut
- La Rosada
- Alto de las Plumas
- Laguna Grande
- Sierra Negra